# Saipan (film, 1960)
Cet article concerne un film. Pour l'île, voir Saipan.
Pour plus de détails, voir Fiche technique et Distribution.
Saipan (titre original : Hell to Eternity) est un film américain réalisé par Phil Karlson, sorti en 1960.

## Synopsis
L'histoire authentique de l'américain Guy Gabaldon, un enfant orphelin élevé dans les années 1930 par la famille nippo-américaine Une. Au moment de la Seconde Guerre mondiale, après l'attaque de Pearl Harbor, il intègre le corps des Marines et s'illustre en 1944 durant la bataille de Saipan.

## Fiche technique
- Titre : Saipan
- Titre original : Hell to Eternity
- Réalisation : Phil Karlson
- Scénario : Ted Sherdeman et Walter Roeber Schmidt
- Musique (et direction musicale) : Leith Stevens
- Photographie : Burnett Guffey
- Montage : Roy V. Livingston et George White
- Directeur artistique : David Milton
- Décors : Joseph Kish
- Costumes : Charles Arrico, Wesley Jefferies, Norah Sharpe et Roger J. Weinberg
- Conseiller technique : Guy Gabaldon
- Producteurs : Irving H. Levin et Lester A. Sansom (associé)
- Société de production : Atlantic Pictures
- Société de distribution : Allied Artists
- Lieu de tournage : Île et ville d'Okinawa
- Genre : Film biographique / Film de guerre
- Noir et blanc - 131 min
- Date de sortie ( États-Unis) : 1er août 1960
- Affiche : Raymond Elseviers (titre : L'Enfer de Saïpan, Belgique)

## Distribution
- Jeffrey Hunter : Guy Gabaldon
- David Janssen : Sergent Bill Hazen
- Vic Damone	: Caporal Pete Lewis
- Patricia Owens : Sheila Lincoln
- Richard Eyer : Guy enfant
- John Larch : Capitaine Schwabe
- Bill Williams : Leonard
- Michi Kobi : Sono
- George Shibata : Kaz Une
- Reiko Sato : Famika
- Richard Gardner : Polaski
- Bob Okazaki : Papa Une
- George Takai : George Une
- George Matsui : George enfant
- Nicky Blair : Martini
- Miiko Taka : Ester
- Tsuru Aoki Hayakawa : Maman Une
- Sessue Hayakawa : Général Matsui

## Galerie photos

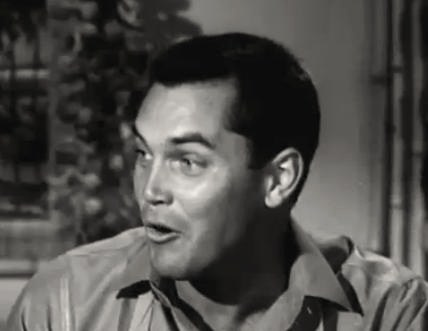
Jeffrey Hunter
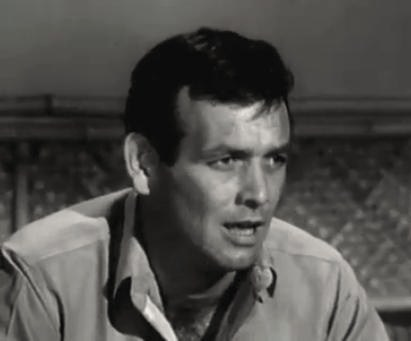
David Janssen
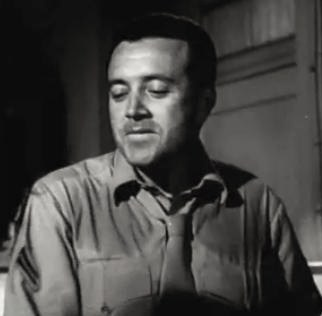
Vic Damone
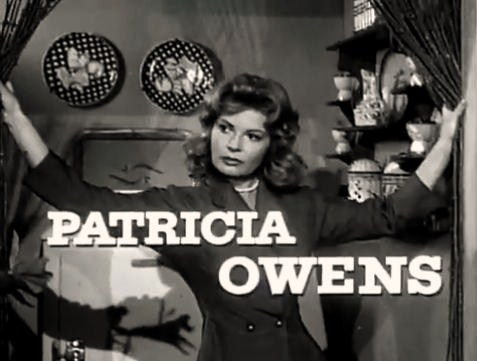
Patricia Owens
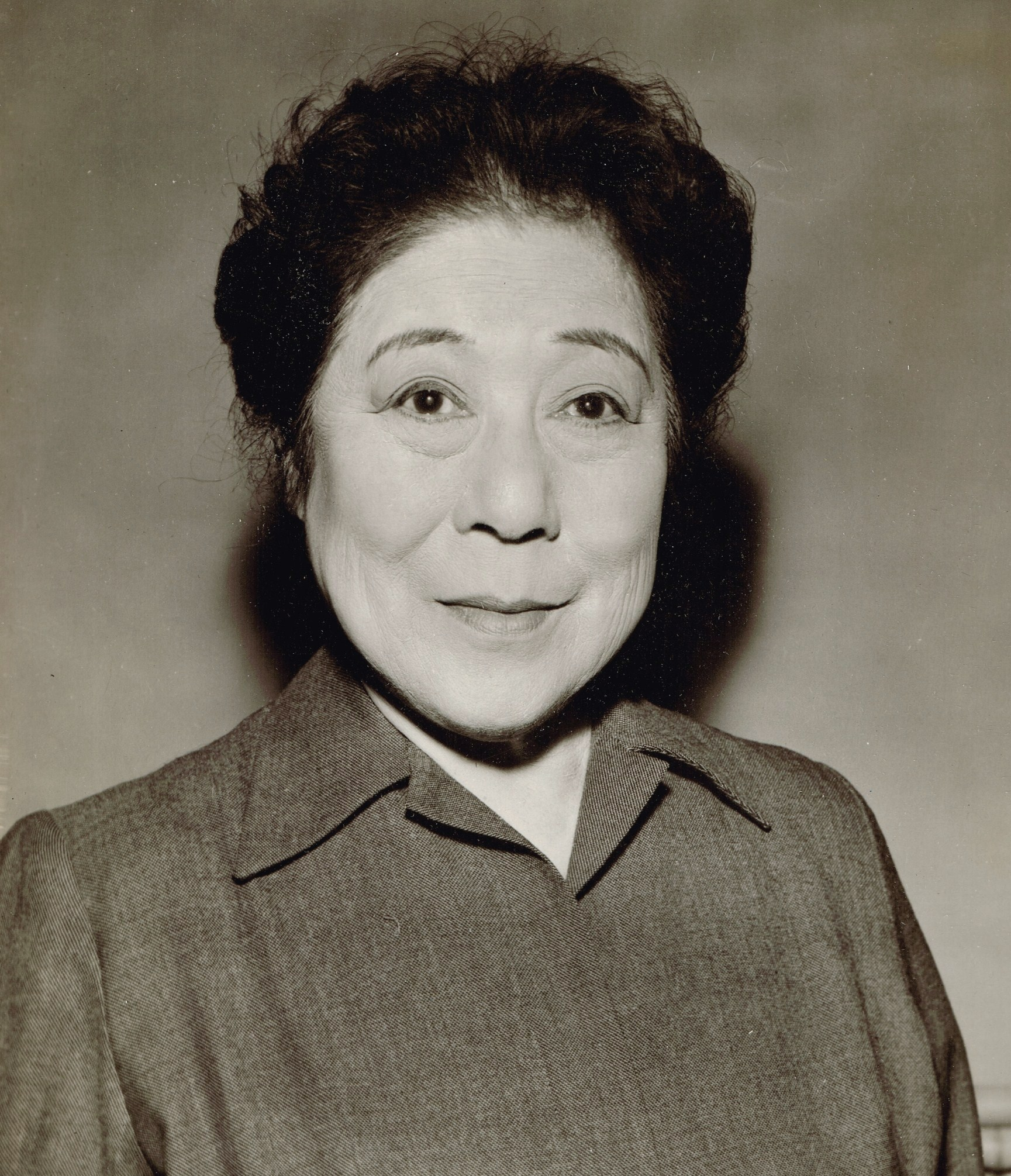
Tsuru Aoki Hayakawa
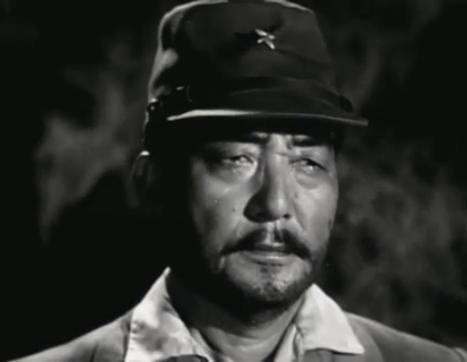
Sessue Hayakawa